# Секуларни хуманизам
Секуларни хуманизам или једноставно „хуманизам“ је прогресивна животна филозофија која, без натприродног, потврђује способност и одговорност људских бића да воде етичке животе личног испуњења који теже већем добру човечанства.

## Увод
Хуманизам је поглед на свет који истиче разум, етику, правду, филозофски натурализам, при чему критикује религијске објаве и догме, натприродно, псеудонауку, празноверје и предрасуде као основе морала и доношења одлука. Заступа да су људска бића способна да буду етична и морална без нужног припадања некој организованој религији или без нужне потребе за идејом натприродног, те афирмише способност и одговорност људских бића да воде смислене и етичке животе.
Појам „секуларни хуманизам“ се почео користити у 20. веку како би се нагласио карактер секуларности. Заснива се на просветитељском принципу слободе људског бића, тј. принципу који указује на еманципацију људског бића од традиционалних контрола од стране родбинске заједнице, религијских институција или ауторитарних власти, све више оснажујући свакога да уреди услове свог живота. Као што и сам назив сугерише, секуларни хуманисти се залажу за секуларност, односно одвојеност религијских институција и јавних институција, како би се путем неутралности јавних институција по основу вероисповести или уверења обезбедила пуна слобода вероисповести или уверења и пуна равноправност људских бића различитих вероисповести или уверења у универзалном и заједничком јавном простору, без дискриминације. Неки секуларни хуманисти користе само израз „хуманизам“.
Ова филозофија је информисана од стране науке, инспирисана уметношћу и мотивисана саосећањем. Потврђујући достојанство сваког људског бића, подржава раст индивидуалне слободе која је у сагласности са друштвеном и планетарном одговорношћу. Не претпоставља да су људска бића урођено зла или урођено добра, нити представља људска бића као супериорна у односу на природу. Уместо тога, хуманизам наглашава одговорност човечанства и етичке последице људских одлука.
Овај поглед на свет обухвата различите ставове секуларности (слободоумност, атеизам, агностицизам, скептицизам, научни скептицизам, рационализам, ирелигиозност и тако даље), али има комплексније значење од значења сваког од тих појединачних појмова. Сматра се да своје филозофске корене вуче из пресократовске грчке филозофије и просветитељства.
У складу са најсавременијим цивилизацијским достигнућима и најсавременијим правним стандардима, хуманисти се залажу за остварење, поштовање, заштиту и унапређење основних људских права и слобода, без дискриминације по било ком основу личне карактеристике, као што су: раса, боја коже, друштвено порекло, национално порекло, етничка припадност, веза са мањинским народом или мањинском заједницом, језик, вероисповест или уверење, политичко или друго мишљење, чланство у политичкој, синдикалној или другој организацији, пол, родни идентитет, сексуална оријентација, полне карактеристике, брачни или породични статус, рођење, старосна доб, друштвени статус, имовно стање, генетичке карактеристике, здравствено стање, инвалидитет или друга лична карактеристика.
Хуманисти су посвећени поштовању и даљем унапређењу система основних људских права и слобода, те радо проучавају потврђене међународне правне уговоре о људским правима, као што су: Универзална декларација о људским правима Уједињених нација, Међународни пакт о грађанским и политичким правима Уједињених нација, Међународни пакт о економским, социјалним и културним правима Уједињених нација, Конвенција о укидању свих облика дискриминације жена Уједињених нација, Међународна конвенција о укидању свих облика расне дискриминације Уједињених нација, Међународна конвенција о правима детета Уједињених нација, Међународна конвенција о правима особа са инвалидитетом Уједињених нација, Европска конвенција за заштиту људских права и основних слобода, Повеља о основним правима Европске уније, други потврђени међународни правни уговори, као и Устав и законодавство земље или територије пребивалишта. Многи појединачни хуманисти су и сами учествовали у креирању потврђених међународних правних уговора.

## Хуманистички поглед на религију
Хуманисти сматрају да су кроз историју религије формулисале и обликовале велики део људске културе. Веровање да постоје натприродне силе или моћна божанства која прожимају природу, или предлог да врховно божанство влада универзумом, пази на сваки људски покрет, чита сваку људску мисао, тражи молбу и шаље људска бића у рај или пакао након што умру - као концепције су миленијумима одређивале погледе на свет и животне ставове многих људских бића.
Према схватању хуманизма, људска бића су се у прошлости окретала таквим религијским идејама док су покушавала објаснити зашто постоје и како је све постало. Када су људска бића доживела помрачења, земљотресе или поларну светлост, долазила су до објашњења која нису била заснована на научним чињеницама, већ на ономе што су могла замислити. Када би људска бића искусила бол или болест, тражила су лекове које су пружали добављачи магије. Када су људска бића била забринута или уплашена, можда су желела и надала се да ће их нека невидљива сила или биће заштитити. А када су владари и моћници требали оправдање за своје поступке, често су инсистирали на томе да извршавају вољу или заповести неког божанства. Таква религијска веровања су вероватно пружила велику утеху у суочавању са патњом, наду током тешких времена и мотивацију да се чини добро, да се следе правила и да се буде милосрдни члан неке заједнице.
Овај животни став уочава да све мање људских бића прихвата таква веровања. Све више људских бића губи веру у религијске тврдње и удаљава се од религијских институција. Сада стотине милиона људских бића живи секуларним животом као атеисти или агностици. И први пут у историји сада постоје многе земље у којима нерелигиозне особе заправо премашују број религиозних особа.
На питања шта замењује гаранцију и сигурност религијских веровања, који систем вредности, систем уверења, поглед на свет или животни став људска бића могу прихватити када почињу да сумњају или имају одсуство веровања у божанство, божанства, духове или друге натприродне идеје, хуманистички одговор јесте да је најбоља алтернатива за оне који се више не подвргавају религијским митовима, и који траже смислену перспективу и позитивну оријентацију на живот - секуларни хуманизам.

## Шта је секуларни хуманизам?
Секуларни хуманизам започиње сумњом или одсуством веровања у вези са постојањем било чега натприродног, укључујући божанство, али затим иде далеко изнад тог секуларног става позитивним афирмисањем и вредновањем потенцијала људских бића да буду љубазни, да доносе правду, да решавају проблеме и да чине свет бољим, сигурнијим, зеленијим и хуманијим местом.
Хуманизам чврсто почива на признању да способност човечанства да буде окрутно, себично, лажљиво и насилно далеко надмашује свеприсутнија и доминантнија људска способност да се буде хумано, алтруистично, кооперативно, разумно, поштено и мирољубиво.
Хуманиста је неко ко не верује у оностране принципе религије, али верује у многе племените и праведне ствари овог света, као што су: разум, сарадња, едукација, наука, хумор, истраживање, демократија, саосећање, толеранција, машта, отворена дебата, људска права и тако даље.
Уместо да верују у невидљиво, недокучиво и невероватно, хуманисти верују у видљиво, уочљиво, проверљиво и реално: људску домишљатост, издржљивост, таленат, љубазност и потребу за етичким.
Уместо да се ослањају на мисли о нереалистичним захтевима или молитву за лечење болести или решавање друштвених проблема, хуманисти се ослањају на експериментисање, научни метод, поуздану медицину, здраву социјалну политику и демократске идеале.
Хуманизам тврди да су емпиризам, доношење одлука које су засноване на доказима и етички усмерена научна истраживања најбољи алати који се имају у борби против болести, у смањењу криминала, у повећању комуникације, у подржавању демократије и у ублажавању патње.
Хуманизам поставља морал тако да не узрокује непотребни бол, штету или патњу људским бићима и другим живим бићима, него поставља морал који подразумева: олакшавање или ублажавање боли или патње људских бића и других живих бића, тешење оних који су рањиви или слаби, рад на повећању здравља, среће и благостања у људским романтичним заједницама, другим заједницама и друштву у целини, борбу за праведност и правду, тежњу да се буде емпатично, саосећајно, искрено, савесно и брижно, понашање према људским бићима на начин на који бисмо и сами желели да се људска бића понашају према нама.
У складу са постојећим научним сазнањима, хуманисти сматрају да је ово једини живот о којем људска бића имају неко знање и да би се требала фокусирати на овај живот, да сама људска бића могу створити смисао за себе и своје животе, те да ове истине не депримирају и не брину, већ надахњују и теше.
Хуманисти прихватају егзистенцијалну мистерију као такву, као егзистенцијалну мистерију. Многе ствари наука још није објаснила, иако својим развојем томе тежи. Али уместо да људска бића буду преокупирана таквим загонеткама, хуманисти се фокусирају на оно што се може знати: како бити добар пријатељ, како олакшати патњу другима, како заштитити природу, како заштитити људска права и тако даље.
Хуманизам не обећава вечни живот у облацима. Не може магично излечити неку тешку болест. Не пружа готов скуп онога што „треба и не треба за живот“, тј. онога чему би се особа могла безумно покоравати.
Али хуманизам сматра да оно што нуди јесте далеко важније: тешка доза реалности, нијансирана надом на основу искуства и љубави.

## Свеобухватна животна филозофија
Хуманизам је свеобухватна животна филозофија која укључује:
- натуралистичку филозофију
- научни поглед на свет и универзум
- последични систем етике

Натуралистичка филозофија
Хуманизам је заснован на натуралистичкој филозофији. Сматра да је универзум, тј. природа и закони и силе универзума или природе једино и све што постоји, и да је поуздано знање најбоље добити када истражујемо универзум, тј. природу и законе и силе универзума или природе, користећи научни метод. Натурализам се не бави идејама о натприродним ентитетима, него упозорава на то да је знање стечено без усмеравања на свет универзума или природе и без непристрасног посматрања од стране више посматрача и истраживача непоуздано. Сматра да закони и силе универзума или природе одређују структуру и понашање самог универзума, те да је свака промена у универзуму производ ових закона и сила.
Научни поглед на свет и универзум
Хуманизам развија поглед на свет и универзум ослањајући се на методе које користи наука. Хуманисти себе виде као нестворена бића која су произашла кроз еволуцију, те која поседују јединствене атрибуте самосвести и моралне агенције.
Последични систем етике
Хуманисти сматрају да је етика последична, те да се процењује на основу резултата. Ово је у супротности са такозваном командном етиком, у којој се исправно и погрешно унапред дефинише и приписују неприкосновеном или натприродном ауторитету. Хуманисти теже да развију и побољшају своје етичке принципе испитивањем потенцијалних последица и самих исхода конкретних поступака које остварују у реалним животима.

## Глобалне изјаве о хуманизму

### Минимална изјава о хуманизму[11]
„Хуманизам је демократски и етички животни став који потврђује да људска бића имају право и одговорност да дају смисао и облик њиховим властитим животима. Хуманизам се залаже за изградњу хуманијег друштва кроз етику засновану на људским и другим природним вредностима у духу разума и слободног истраживања путем људских способности. Хуманизам није теистички, и не прихвата натприродне погледе на реалност.“ (Минимална изјава о хуманизму, Међународни хуманисти)

### Службени документ о хуманизму

#### Декларација модерног хуманизма 2022. године (Амстердамска декларација 2022.)[12]
Хуманистичка уверења и вредности су стари колико и цивилизација и имају историју у већини друштава широм света. Модерни хуманизам је врхунац ових дугих традиција размишљања о смислу и етици, извор инспирације за многе велике светске мислиоце, уметнике и хуманитарце, а прожет је успоном модерне науке. Као глобални хуманистички покрет, настојимо освестити све људе о овим битним елементима хуманистичког погледа на свет:
1. Хуманисти настоје бити етични
Прихватамо да је морал својствен људском стању, утемељен на способности живих бића да пате и напредују, мотивисан бенефитима помагања, а не наношења штете, омогућен разумом и саосећањем, и не треба извор изван човечанства.
Потврђујемо вредност и достојанство индивидуе и право сваког људског бића на највећу могућу слободу и најпотпунији могући развој који је компатибилан са правима других. У ту сврху подржавамо мир, демократију, владавину права и универзална законска људска права.
Одбацујемо све облике расизма и предрасуда, те неправде које из њих произилазе. Уместо тога, настојимо промовисати процват и заједништво човечанства у свој његовој разноликости и индивидуалности.
Сматрамо да се лична слобода мора комбиновати са одговорношћу према друштву. Слободна особа има дужности према другима, а ми осећамо дужност бриге према целом човечанству, укључујући будуће генерације, а осим тога, према свим живим бићима.
Схватамо да смо део природе и прихватамо своју одговорност за утицај који имамо на остатак природног света.
2. Хуманисти настоје бити рационални
Уверени смо да решења светских проблема леже у људском разуму и деловању. Залажемо се за примену науке и слободног истраживања на ове проблеме, присећајући се да док наука обезбеђује средства, људске вредности морају дефинисати циљеве. Настојимо користити науку и технологију за побољшање људског благостања, а никада безобзирно или деструктивно.
3. Хуманисти теже испуњености у својим животима
Ценимо све изворе индивидуалне радости и испуњености који никоме не штете, и верујемо да је лични развој кроз неговање креативног и етичког живота целоживотни подухват.
Према томе, ценимо уметничку креативност и машту и препознајемо трансформишућу снагу књижевности, музике, те визуелних и примењених уметности. Ценимо лепоту природног света и његов потенцијал да донесе чуђење, страхопоштовање и спокој. Ценимо индивидуални и заједнички напор у физичкој активности и опсег који нуди за другарство и достигнуће. Ценимо трагање за знањем и смерност, мудрост и увид које оно даје.
4. Хуманизам задовољава широко раширену потребу за извором смисла и сврхе која би стајала као алтернатива догматској религији, ауторитарном национализму, племенском секташтву и себичном нихилизму
Иако верујемо да је преданост људској добробити вечна, наша посебна мишљења не заснивају се на објавама утврђеним за сва времена. Хуманисти признају да нико није непогрешив или свезнајући и да се знање о свету и човечанству може стећи само континуираним процесом посматрања, учења и поновног промишљања.
Из ових разлога, не настојимо нити избећи испитивање нити наметнути наш поглед целом човечанству. Напротив, предани смо неспутаном изражавању и размени идеја, те настојимо сарађивати са људима различитих уверења који деле наше вредности, а све у циљу изградње бољег света.
Уверени смо да човечанство има потенцијал решавања проблема са којима се суочавамо, путем слободног истраживања, науке, саосећања и маште у промовисању мира и људског процвата.
Позивамо све који деле ова уверења да нам се придруже у овом инспиративном настојању.
Конгрес Међународних хуманиста 2022. године

## Остали документи о хуманизму
„Хуманизам и његове тежње“ (Хуманистички манифест III) је документ о хуманизму из 2003. године Америчког хуманистичког удружења, које је део светске хуманистичке организације „Међународни хуманисти“.

### Хуманизам и његове тежње[1]
Хуманизам је прогресивна животна филозофија која, без натприродног, потврђује нашу способност и одговорност да водимо етичке животе личног испуњења који теже већем добру човечанства.
Животни став хуманизма - разумом усмерен, саосећањем надахнут и искуством информисан - охрабрује нас да живимо добар и испуњен живот. Развијао се вековима, а и данас се наставља развијати напорима мислећих људи који признају да су вредности и идеали, колико год били пажљиво обликовани, подложни промени у складу са развојем нашег знања и разумевања.
Овај документ је део непрекидних покушаја да се појмовне границе хуманизма испоље у јасним и позитивним терминима, не зато што ми у то морамо да верујемо, него ради сагласности око онога у шта верујемо. У том смислу ми потврђујемо следеће:
Знање о свету потиче из посматрања, експериментисања и рационалне анализе.  Хуманисти сматрају да наука има најбољи метод за утврђивање овог знања, како за решавање проблема, тако и за развој делотворних технологија. Ми такође препознајемо вредност нових кретања у мишљењу, уметности и унутрашњим искуствима - уз то увиђамо и да су све наведене области подложне анализи критичке интелигенције.
Људи су саставни део природе као резултат ненавођене еволуционе промене. Хуманисти виде природу као самоодрживу. Ми прихватамо представу живота као довољног и комплетног, а при таквом поимању разликујемо ствари онакве какве јесу од оних жељених или замишљених. Желимо добродошлицу изазовима будућности, привучени и неустрашиви пред оним што ће тек да постане познато.
Етичке вредности произилазе из искуством тестираних људских потреба и интереса. Хуманистичке основне вредности људског благостања обликоване су људским околностима, интересима и проблемима и шире се на глобални екосистем и шире. Посвећени смо ка томе да третирамо сваку особу као да поседује инхерентну вредност и достојанство, а изборе правимо на основу информисаности, у контексту слободе која је у сагласности са одговорношћу.
Животно испуњење долази од индивидуалног учествовања у служби хуманих идеала. Циљ нам је што потпунији развој и анимирање живота са дубоким осећајем сврхе, проналазећи дивљење и дубоко поштовање у радостима и лепотама људског постојања, његовим изазовима и трагедијама, па чак и у неизбежности и коначности смрти. Хуманисти се ослањају на богато наслеђе људске културе и животног става хуманизма ради пружања утехе у временима оскудице и охрабрења у временима изобиља.
Људи су по природи друштвени и проналазе смисао у међуљудским односима. Хуманисти жуде и стреме ка свету међусобне пажње и бриге, без окрутности и њених последица, где се разлике разрешавају међусобном сарадњом, без прибегавања насиљу. Спајање индивидуалности са међуповезаношћу обогаћује наше животе, подстиче нас да обогатимо животе других и надахњује ка постизању мира, правде и могућности за све.
Радом у корист друштва максимално се повећава индивидуална срећа. Напредне културе деловале су на ослобађању човечанства од бруталности пуког преживљавања и смањењу патње, побољшању друштва и развоју глобалне заједнице. Настојимо свести на минимум неједнакости изазване околностима или способностима, и подржавамо праведну расподелу природних ресурса и плодова људског рада како би многи, што је више могуће, уживали у добром животу.
Хуманисти се старају за добробит свих, посвећени су неговању различитости, и поштују оне који имају другачије, али људске погледе. Радимо на остварењу једнаког уживања људских права и грађанских слобода у отвореном, секуларном друштву и сматрамо да је грађанска дужност учествовање у демократском процесу, те да је и планетарна дужност да се заштити интегритет, разноликост и лепота природе на безбедан, одржив начин.
Тако ангажовани у ток живота, тежимо овој визији са информисаним уверењем да човечанство има способност напредовања према својим највишим идеалима. Одговорност за наше животе и за изглед света у којем живимо је наша и само наша.

## Десет привржености
Овај живот, у овом свету, је централни дефинишући фокус хуманизма. Свако људско биће је одговорно за колективну добробит човечанства, других бића и ресурса наше заједничке планете. Хуманисти цене слободу, разум и толеранцију, те сматрају да имају одговорност да развијају ово наслеђе за генерације које долазе. Десет привржености представљају заједничке хуманистичке вредности и начела која промовишу демократски свет у којем се поштује, негује и подржава вредност и достојанство сваког појединца и где су људска слобода и етичка одговорност природне тежње свих.

### Десет привржености[14]
- Критичко размишљање

„Практиковаћу добро процењивање постављајући питања и размишљајући за себе.“
Како је свако од нас бомбардован сталним протоком информација, може постати изазов одлучити шта је тачно и истинито. Критичко размишљање омогућава нам да схватимо све ове информације и образложимо наш пут према добрим проценама и ефикасним решењима за проблеме са којима се суочавамо, док ригорозно избегавамо замке попут рационализације, комфорности и стереотипизације. Овај процес чини основ научног метода који хипотезама и експериментисањем отвара врата за нова открића. Критичко размишљање је вештина која захтева континуирану пажњу, праксу и промишљање. Вежбање наших умова за изградњу ових вештина омогућава нам да изазовемо пристрасности у себи и другима, утирући пут поштеној, отвореној и аутономној перспективи која негује мултикултурални поглед на свет.
- Етички развој

„Увек ћу се фокусирати на то да постанем боља особа.“
Кључ разумевања етичког развоја је признање да нико није савршен или да нема све одговоре. Етички развој је непрекидни процес који захтева стално промишљање и процену наших личних избора и последица које они имају на друге. Праведност, сарадња и дељење су међу првим моралним питањима са којима се сусрећемо у свом етичком развоју као људска бића и која се често прихватају интуитивно, али сваки нови дан са собом носи нове изазове и нове моралне дилеме. Требали бисмо се континуирано прилагођавати и обнављати своје моралне оквире са циљем да постанемо све боља људска бића.
- Мир и социјална правда

„Помоћићу људима да решавају проблеме и да решавају несугласице на начине који су поштени за све.“
Истински мир укључује интензивну посвећеност социјалној правди и потврђује људска права и личну аутономију свих људи. Било који ниво неправде према групама или индивидуама означава постојећи сукоб, чак и ако сукоб није непосредан или очигледан. Мир постижемо само доследним реаговањем на неправду промишљеним решавањем сукоба којем је циљ поправити штету и обезбедити праведно и непристрасно друштво које се креће напред. Ова врста решавања сукоба позната је као ресторативна правда. Да бисмо постигли праведно, мирољубиво друштво, сви морамо озбиљно схватити тврдње о неправди и обезбедити да они који су највише погођени кршењем права одреде најбољи пут према напред.
- Служба и партиципација

„Помоћићу својој заједници на начине који ће ми омогућити да упознам људе којима помажем.“
Служба и партиципација представљају провођење вредности на начин који позитивно утиче на наше заједнице и друштво у целини. То подстиче помагање другима, повећавајући друштвену свесност, повећавајући одговорност и многе атрибуте осталих девет привржености. Ангажовањем у служби не само да се примаоци осећају боље, него они који служе могу развити нове вештине, искуства и лично задовољство које све подстичу на лични раст. Сви морамо препознати да смо чланови групе, а ангажованост у служби за добробит групе и осталих индивидуа у њој чини све нас бољима.
- Емпатија

„Размотрићу туђе мисли, осећања и искуства.“
Емпатија представља замишљено улажење у туђу ситуацију у покушају разумевања њиховог искуства као да га и сами доживљавамо. Емпатија захтева да особа закорачи из властите перспективе како би размотрила туђе мисли, осећања или околности са тачке гледишта те особе. Емпатија је на много начина први корак ка етичком понашању јер нам омогућава саосећајно реаговање на патњу других и добро процењивање када наши поступци могу утицати на неког другог. Разумевање туђе перспективе није само пресудно за изградњу бољих односа, већ нас чини бољим грађанкама и грађанима у нашим локалним и глобалним заједницама. Емпатија промовише толеранцију, обзирност и саосећање између свих нас.
- Одмереност

„Бићу особа свесна својих снага и слабости, и ценићу снаге и слабости других.“
Одмереност подразумева показивање скромности у погледу властитих достигнућа, талената, дарова или важности. Признаје да смо ми људи погрешиви и имамо ограничења у ономе што знамо и можемо учинити. Бити одмерен не значи имати ниско самопоштовање или властито оцрњивање. Одмереност је у својој сржи снажна самосвесност - свесност о нашим снагама и слабостима, нашим манама и нашим врлинама. Одмереност укључује одвајање личног поноса и превладавање наших ега како бисмо прихватили захвалност за оно што се има и ценили друге онаквима какви јесу. Будући да је одмерена, особа препознаје властиту вредност у односу на друге; инхерентно није ни боља ни лошија од било ког другог.
- Заштита животне средине

„Бринућу се за Земљу и живот на њој.“
Без обзира на свој индивидуални идентитет, сви делимо исти дом: планету Земљу. Баш као што и ми зависимо од планете да би нас одржала својим драгоценим ресурсима, тако и екосистеми ове планете зависе од нас који треба да будемо добри управитељи и преузимамо одговорност за утицај који људска активност има на нашу заједничку планету. Непоштовање великих утицаја које људи имају на нашу животну средину нанело је велику штету екосистемима Земље. Упркос томе, човечанство је такође способно за позитивне промене у животној средини које вреднују међузависност целокупног живота на овој планети. Свако од нас мора препознати своје колективне и индивидуалне погрешке, поправити прошле штете и циљано радити на развијању богатих, разноликих и отпорних екосистема.
- Глобална свесност

„Бићу добра комшиница или добар комшија људима који деле Земљу са мном и помоћићу да свет буде боље место за све.“
Живимо у свету који је богат културалном, друштвеном и индивидуалном разноликошћу - свету са брзо растућом међузависношћу. Као резултат, догађаји било где ће све више имати последице свугде. Глобална свесност проширује наше знање о културама и перспективама које су ван нашег властитог искуства. Истинска глобална свесност укључује пажњу и на тренутне и на историјске догађаје и препознаје како утичемо - и како на нас утичу - међусобно повезани друштвени, политички и економски системи у којима живимо. Крајњи циљ глобалне свесности је глобално грађанство, које препознаје нашу личну одговорност у развијању здравог и достојанственог живота за свакога у нашој глобалној заједници.
- Одговорност

„Бићу добра особа - чак и када то нико не гледа - и бићу власник последица властитих поступака.“
Сваког дана свако од нас доноси одлуке. Ови избори, велики и мали, имају последице - за нас саме и за свет око нас. Морална одговорност укључује преузимање свесног власништва над властитим намерама и поступцима и одговорност за последице које проистичу из тога. Иако сви живимо у друштву са различитим културалним вредностима, очекивањима, кодексима понашања и друштвеним обичајима, у крајњем сви сами одлучујемо шта је исправно и погрешно. Бити одговорна особа укључује постојану пажњу на оно што је исправно и својевољно сношење кривице или похвале за властите поступке.
- Алтруизам

„Помоћићу другима у невољи не надајући се наградама.“
Алтруизам је несебична брига за добробит других живих бића без очекивања награде, признања или узвраћања. Колективна добробит наших заједница и друштва зависи од добробити сваке поједине особе. Увек бисмо требали настојати ублажити патњу и недаће других саосећајним деловањем. Старајући се о другима око себе и подижући једни друге, јачамо здраве везе и доприносимо бољитку наше заједнице, друштва и света.

## Секуларни хуманизам и лични развој
Хуманизам је филозофија која наглашава важност људских фактора. Хуманизам је укорењен у идеји да људска бића имају етичку одговорност да воде животе који лично испуњавају, а истовремено придоносе већем добру за све људе.
Хуманизам наглашава важност људских вредности и људског достојанства. Предлаже да људска бића могу решавати проблеме коришћењем разума и науке. Хуманизам се усмерава на помагање људским бићима да добро живе, постигну лични раст и чине свет бољим местом.
Хуманистички приступ личном расту и развоју је перспектива која наглашава посматрање целе особе и наглашава концепте, као што су: слободна воља, самоефикасност и самоактуализација. Уместо да се концентрише на дисфункцију, хуманистички приступ личном расту и развоју и хуманистички правци психологије настоје помоћи људским бићима да испуне свој потенцијал и повећају своје благостање.
Хуманизам сугерише да људска бића поседују личну агенцију и да су мотивисани користити ту слободну вољу да следе ствари које ће им помоћи да остваре свој пуни потенцијал као људска бића.
Потреба за испуњењем и личним растом је кључни мотиватор сваког понашања. Људска бића непрестано траже нове начине раста, побољшања, учења нових ствари и доживљаја психолошког раста и самоактуализације.
Неки савети из хуманизма који могу помоћи људским бићима у потрази за личним испуњењем и самоостварењем укључују: откривање сопствених снага; развијање визије онога што се жели постићи; посматрање и преиспитивање сопствених мисли, уверења и осећања; праћење искустава која доносе радост и развијање властитих вештина; учење прихватања себе и других; фокусирање на доживљај у искуствима, а не само на постизање циљева; стално учење нових ствари; бављење стварима око којих је особа страствена; задржавање оптимистичног погледа.

## Како се постаје хуманисткиња или хуманиста?
Хуманизам није религија, него лични поглед на свет. Сматра се да се свака особа, која се широко слаже са идејама и вредностима хуманизма, може описати или идентификовати као хуманисткиња или хуманиста. Не постоји нужна процедура на основу које особа постаје хуманисткиња или хуманиста нити цивилно удружење или хијерархија којој особа мора припадати да би постала хуманисткиња или хуманиста. Хуманисти су хуманисти. Не морају се учланити у неко хуманистичко цивилно удружење нити бити негде на попису. Иако у многим земљама света постоје хуманистичка цивилна удружења чија је примарна мисија промоција начела секуларности и хуманизма. Такође, особе хуманистичког погледа на свет се могу пронаћи и у различитим другим прогресивним цивилним удружењима и прогресивним политичким организацијама.